# 一般共変性原理
一般共変性原理（いっぱんきょうへんせいげんり、英語: principle of general covariance）とは、一般相対性理論を築くときにアルベルト・アインシュタインが原理として仮定したもののうちの1つで、
「物理法則は、すべての座標系において同じ形式でなければならない」あるいは「一般座標変換によって物理法則は不変である」という原理であり、数学的には、「全ての物理法則はテンソル形式（と共変微分）を用いて記述されねばならない」ということになる。
一般共変性は、アインシュタインが一般相対性理論を構築する上で指針として役に立ったが、彼の提示した一般共変性の形式的な表現は問題があった（Kretschmann により指摘された）。
現在では複数の意味づけが与えられた言葉となっている。
ちなみに、同じく、アインシュタインが仮定した原理に一般相対性原理（いっぱんそうたいせいげんり、英語: general principle of relativity）がある。
特殊相対性原理は慣性系についてのみ成立する物理法則であったが、これを拡張し、加速度系についても成り立つような物理法則を構築するにあたって、一般相対性原理を定めた。一般相対性理論は、（重力加速度系についても成り立つので）重力も含めた理論としてまとめられた。